# Mistress Branican
Mistress Branican (Mistress Branican) es una novela del escritor francés Julio Verne prepublicada en la Magasin d’Education et de Récréation desde el 1 de enero hasta el 15 de diciembre de 1891 y publicada en dos tomos el 3 de agosto y el 9 de noviembre de ese mismo año. Es la única novela de Verne en ser protagonizada por una mujer, quien incluso es la narradora en primera persona de un par de capítulos. Se inspira en un hecho de la vida real: la búsqueda del capitán John Franklin por parte de su esposa Lady Jane, perdido en el Ártico.
Mistress Branican, residente en San Diego, al morir su hijo en un accidente marino y en ausencia de su esposo, pierde la razón. Al recuperarla, emprende una travesía en busca de su marido, que no ha vuelto de un viaje a Asia.

## Personajes

### Personajes Principales
- Mistress Branican (Dolly). Recién casada en San Diego, cuando su esposo parte a Asia, su hijo se ahoga, lo que la lleva a perder la razón. Al recuperarla después de tres años, se entera de que su esposo John no ha vuelto. Hereda una fortuna, lo que la llevará a realizar campañas en busca de su esposo.
- Mr William Andreu, armador del barco Franklin. Apoyará en todo a Mistress Branican.
- Jane Burker, prima de Dolly y soporte de ella durante la locura.
- Len Burker. Negociante de San Diego que hace malos negocios. Aprovecha la enfermedad de Dolly para sostenerlos. Sin embargo, desaparece antes de ser descubierto llevándose a su esposa Jane.
- John Branican. Capitán del Franklin y esposo de Dolly.
- Zach Fren. Salva a Dolly de morir ahogada. Sin embargo, no puede evitar que muera el pequeño Walt. Se une a la expedición en busca del Capitán Branican.

### Personajes Secundarios
- Walt. Niño de un año que muere ahogado al inicio de la historia, suceso que lleva a su madre a perder la razón.
- Edward Starter. Tío de Dolly que al morir le deja una gran fortuna.
- Dr. Brumley. Atiende a Dolly durante su locura
- Godfrey. Encontrado en Australia. De origen incierto.[2]

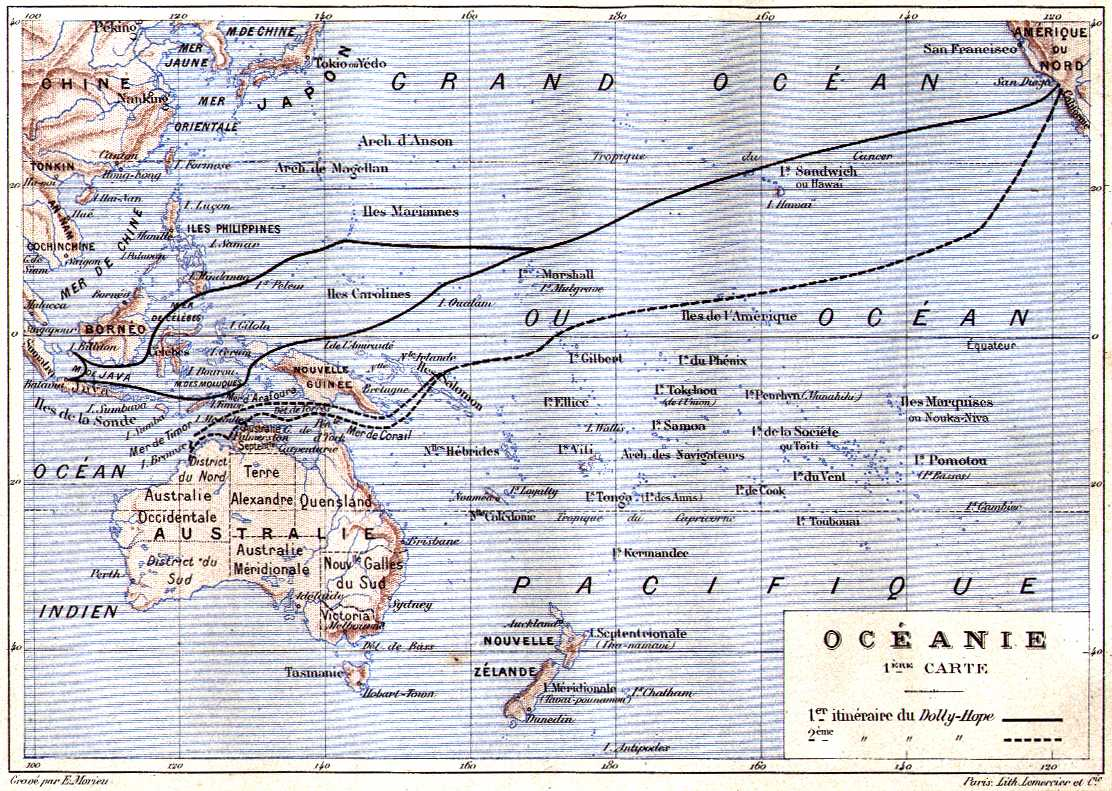
Ruta del Dolly-Hope.

## Capítulos

### Primera parte
- I El Franklin.
- II Antecedentes familiares.
- III Prospect House.
- IV A bordo del Boundary.
- V Pasan tres meses.
- VI El final de un año triste.
- VII Diversos acontecimientos.
- VIII Situación difícil.
- IX Revelaciones.
- X Preparativos.
- XI Primera campaña en la Malasia.
- XII Un año más.
- XIII Campaña en el Mar de Timor.
- XIV La Isla Browse.14°6′35″S 123°32′53″E / -14.10972, 123.54806
- XV Náufrago viviente.
- XVI Harry Felton.
- XVII Sí y no.

### Segunda parte
- I Navegando.
- II Godfrey.
- III Un sombrero histórico.
- IV El tren de Adelaida.
- V A través de la Australia meridional.
- VI Encuentro inesperado.
- VII En dirección al norte.
- VIII Más allá de Alice Springs.
- IX Diario de Mistress Branican.
- X Algunas notas más.
- XI Indicios e incidentes.
- XII Últimos esfuerzos.
- XIII Entre los Indas.
- XIV El plan de Len Burker.
- XV El último campamento.
- XVI Desenlace.

## Temas vernianos tratados

### La mujer
Esta novela es muy diferente del resto de la colección de Verne, ya que en un solo personaje se desarrollan varias fases de la mujer:
- La madre, con una pérdida irreparable de Walt y la pequeña sensación de maternidad con otro niño: Godfrey.

- La fiel esposa que busca a su marido perdido en el mar.

- La amiga sincera, que ayuda sin condiciones a la esposa de Len Burker, un malhechor.

El personaje de Mistress Branican es comparada en este sentido con el de Miss Paulina Barnett, de "El país de las pieles", aunque la trama de la novela "Mistress Branican" se parece mucho más a la de "Los hijos del capitán Grant".

### Los pueblos aborígenes
- En cuanto a los pueblos del norte de Australia y de Papúa Nueva Guinea, el eterno tema del canibalismo verniano nuevamente es discutido y desarrollado en varios pasajes de la novela.

### La locura
Por último, está el tema de la locura, ya presente en novelas como "Las aventuras del capitán Hatteras" (1866), "Una ciudad flotante" (1871) y "La casa de vapor" (1880). Jules Verne seguiría explorando este tema un año después en "El castillo de los Cárpatos" (1892), y de nuevo en "Ante la bandera" (1896).

## Comentarios adicionales
- Dentro de los "Viajes extraordinarios", en esta novela, al igual que en "Los hijos del capitán Grant", se explora sobre todo el territorio australiano. La diferencia es que en la de los Grant se hace de oeste a este, y en la de Branican, de sur a norte.
- También se muestra en la novela gran parte de las islas del sur del Pacífico.